# Fundusz Narodów Zjednoczonych na rzecz Dzieci
Fundusz Narodów Zjednoczonych na rzecz Dzieci, UNICEF (od ang. United Nations International Children’s Emergency Fund, od 1953 United Nations Children’s Fund) – został utworzony przez Zgromadzenie Ogólne Organizacji Narodów Zjednoczonych 11 grudnia 1946, by zapewnić żywność i opiekę zdrowotną dla dzieci i matek w krajach, które zostały zniszczone przez II wojnę światową.
Polski lekarz Ludwik Rajchman jest powszechnie uważany za założyciela UNICEF i był jego pierwszym prezesem od 1946 do 1950 r. W 1950 roku musiał uciekać ze Stanów Zjednoczonych w następstwie Makkartyzmu. Rajchman jest do dziś jedyną osobą, która pełniła funkcję przewodniczącego UNICEF dłużej niż 2 lata. Na sugestię Rajchmana Amerykanin Maurice Pate został mianowany pierwszym dyrektorem wykonawczym, służąc od 1947 r. do śmierci w 1965 r. W roku 1950 mandat UNICEF został rozszerzony, aby zaspokoić długoterminowe potrzeby dzieci i kobiet w krajach rozwijających się na całym świecie. W roku 1953 UNICEF stał się częścią stałą Systemu Narodów Zjednoczonych.
UNICEF opiera się na wkładach rządów państw członkowskich ONZ i prywatnych darczyńców. Całkowity dochód UNICEF w 2015 r. wyniósł 5 009 557 471 USD. Rządy państw członkowskich są odpowiedzialne za dwie trzecie zasobów organizacji, a reszta wnoszona jest przez osoby prywatne, które wpłacają datki za pośrednictwem komitetów krajowych. Szacuje się, że 92% dochodów UNICEF jest dystrybuowane do usług programowych. Programy UNICEF kładą nacisk na rozwój usług na poziomie społeczności lokalnych w celu promowania zdrowia i dobrego samopoczucia dzieci. UNICEF otrzymał Pokojową Nagrodę Nobla w 1965 r.
Większość prac UNICEF wykonywana jest na terenie ponad 191 krajów i terytoriów rozmieszczonych na całym świecie. Sieć UNICEF składa się z ponad 150 biur krajowych, centrali i innych biur oraz 34 komitetów krajowych [w tym z Polskiego Komitetu Narodowego UNICEF], które realizują misję UNICEF poprzez programy opracowane z rządami krajów, w których się znajdują.
Zarząd składający się z 36 członków ustanawia zasady, zatwierdza programy i nadzoruje plany administracyjne i finansowe organizacji. Zarząd składa się z przedstawicieli państw członkowskich wybieranych przez Radę Gospodarczą i Społeczną ONZ, zazwyczaj na okres trzech lat.

## Zarządzanie organizacją

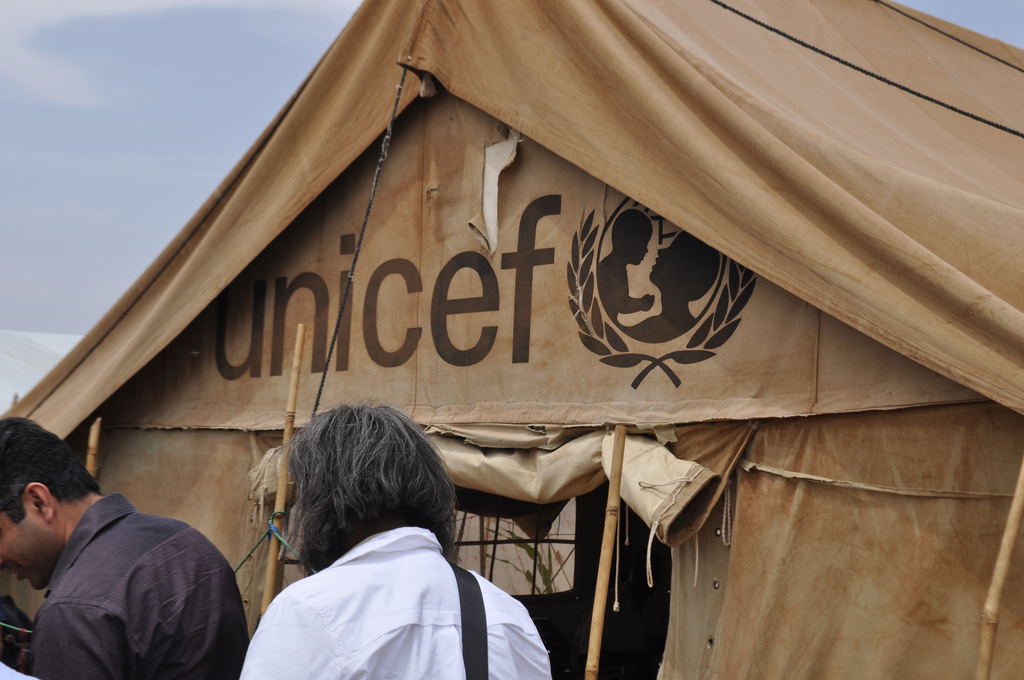
Namiot pomocowy UNICEF w Sudanie

Każde biuro krajowe realizuje misję UNICEF poprzez unikalny program współpracy opracowany z miejscowym rządem. Ten pięcioletni program koncentruje się na praktycznych sposobach realizacji praw dzieci i kobiet na terenie danego kraju. Ogólne zarządzanie i administrowanie organizacją odbywa się w siedzibie głównej w Nowym Jorku, gdzie kształtowana jest globalna polityka organizacji wobec potrzebujących. Prowadzeniem i monitorowaniem wszystkich prac UNICEF zajmuje się Zarząd złożony z 36 członków będących przedstawicielami rządów państw członkowskich. Zarząd ustanawiają zasady, zatwierdza programy i decyduje o planach administracyjnych i finansowych oraz o budżetach organizacji. Prace Zarządu są koordynowane przez Prezydium, w skład którego wchodzi przewodniczący i czterech wiceprzewodniczących, a każdy urzędnik reprezentuje jedną z pięciu grup regionalnych. Prezydium jest wybieranych przez Zarząd każdego roku spośród swoich członków, a prezydencja rotuje wśród grup regionalnych co roku. Zgodnie ze zwyczajem, stali członkowie Rady Bezpieczeństwa nie pełnią funkcji członków Zarządu UNICEF. 

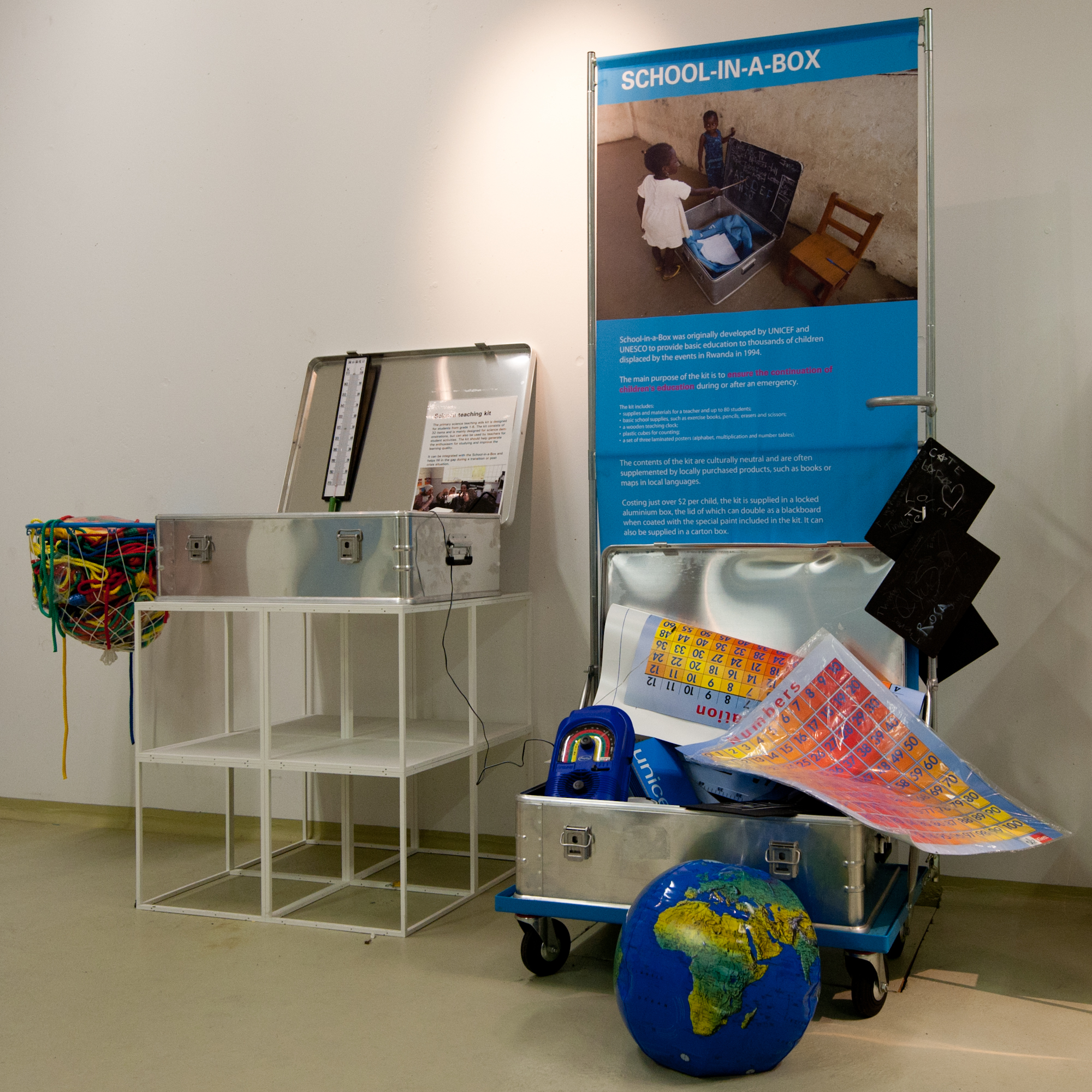
„Szkoła UNICEF w pudełku” zawiera podstawowe przedmioty edukacyjne dla jednego nauczyciela i 40 uczniów

## Komitety Narodowe UNICEF
Komitety Narodowe UNICEF istnieją w 38 krajach świata (uprzemysłowionych), każde ustanowione jako niezależna lokalna organizacja pozarządowa. Komitety Narodowe pozyskują środki z sektora publicznego.
UNICEF jest finansowany w całości z dobrowolnych składek państw członkowskich, osób prawnych i fizycznych, a Komitety Narodowe wspólnie gromadzą około jednej trzeciej rocznych dochodów UNICEF. W sumie około sześciu milionów indywidualnych darczyńców na całym świecie przekazuje rocznie datki na UNICEF.

## Promowanie i finansowanie
W Stanach Zjednoczonych, Nepalu i niektórych innych krajach UNICEF znany jest z programu „Cukierek albo Psikus dla UNICEF”, w którym dzieci zbierają pieniądze dla UNICEF zamiast cukierków w noc Halloween.
UNICEF jest obecny w 191 krajach i terytoriach na całym świecie, we wszystkich poza Bahamami, Brunei, Cyprem, Łotwą, Liechtensteinem, Maltą, Mauritiusem, Monako i Singapurem.
Wiele osób w krajach rozwiniętych po raz pierwszy dowiaduje się o pracy UNICEF poprzez działania jednego z 36 Komitetów Narodowych UNICEF. Te organizacje pozarządowe (NGO) są przede wszystkim odpowiedzialne za pozyskiwanie funduszy, sprzedaż kart okolicznościowych i produktów UNICEF, tworzenie partnerstw prywatnych i publicznych, propagowanie praw dziecka i zapewnianie innego wsparcia.

## Sponsoring

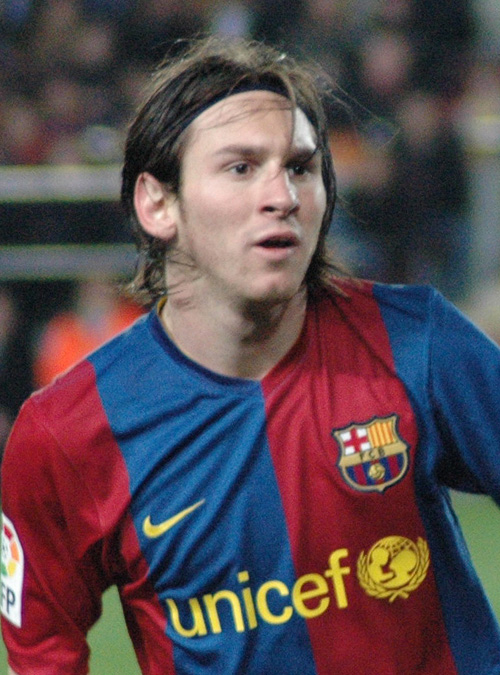
Lionel Messi w koszulce klubu FC Barcelona z logo UNICEF w 2007 roku.

W dniu 7 września 2006 r. podpisano porozumienie pomiędzy UNICEF i hiszpańskim katalońskim klubem piłkarskim FC Barcelona, które ustanowiło, że klub będzie przekazywał organizacji 1,5 miliona euro rocznie przez okres pięć lat. W ramach umowy FC Barcelona nosiłaby logo UNICEF w kolorze żółtym na koszulkach (jak widać na zdjęciu po prawej stronie Lionela Messiego). Po raz pierwszy w historii to klub piłkarski sponsorował organizację, a nie odwrotnie. Po raz pierwszy w historii FC Barcelony na przodzie koszulek pojawiła się nazwa inna od nazwy klubu. W 2016 r. zespół podpisał nową czteroletnią umowę sponsorską gwarantującą organizacji 1,58 mln GBP rocznie i bezpłatną reklamę.
Szwedzki klub Hammarby IF poszedł w ślady klubów hiszpańskich i kanadyjskich 14 kwietnia 2007 roku, zbierając fundusze dla UNICEF i pokazując nazwę UNICEF na swojej odzieży sportowej. Duński klub piłkarski Brøndby IF uczestniczył w podobnym rozwiązaniu w latach 2008–2013.
W 2007 roku kierowca wyścigowy Jacques Villeneuve od czasu do czasu umieszczał logo UNICEF na pickupie #27 Bill Davis Racing w NASCAR Craftsman Truck Series.
Australijski klub A-League Sydney FC ogłosił, że weźmie także udział w zbiórce funduszy dla UNICEF dla dzieci w regionie Azji i Pacyfiku i również wyświetli logo UNICEF na resztę sezonu Ligi A w 2011/2012.
W Botswanie UNICEF sfinansował rozwój najnowocześniejszej edukacji na temat HIV/AIDS dla każdego ucznia w ramach współpracy z organizacją non-profit TeachAIDS.
UNICEF ogłosił przełomowe partnerstwo ze szkockim klubem Rangers F.C. UNICEF współpracował z fundacją klubu, która zobowiązała się do zebrania 300 000 GBP w 2011 roku.
W 2010 roku UNICEF nawiązał współpracę z Phi Iota Alpha, czyniąc ją pierwszą grecką organizacją, z którą UNICEF kiedykolwiek współpracował. W 2011 r. Phi Iota Alpha zebrała ponad 20 000 $ poprzez projekt „Cukierek albo Psikus dla UNICEF.

### Polska pomoc dla UNICEF

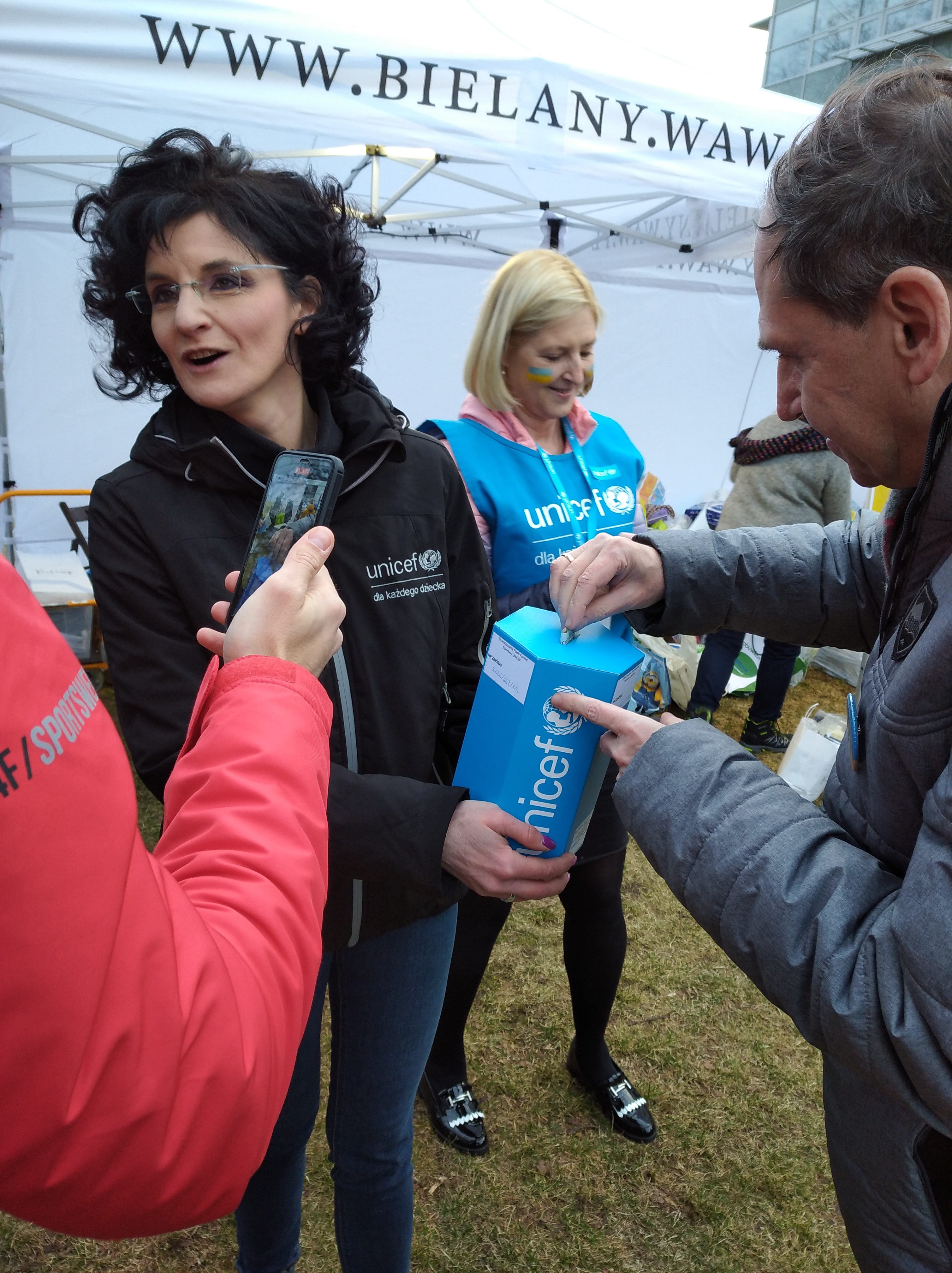
Renata Bem – zastępczyni dyrektora generalnego UNICEF w Polsce – na wydarzeniu „Bielany dla wolnej Ukrainy” w Warszawie (luty 2022).

ITAKA dołączyła do grona partnerów UNICEF w 2009 roku, wspierając kwotą 1,5 mln złotych kampanię dożywiania dzieci w 10 regionach Sri Lanki w ramach programu „Myślimy o Tobie, myślimy o innych”.
Od 2012 UNICEF współpracuje z PGE Skrą Bełchatów; jest to pierwszy przypadek współpracy tej instytucji z klubem sportowym w Polsce.
Cisowianka rozpoczęła współpracę z UNICEF w 2016 roku. Zebrana wtedy kwota wystarczyła na instalację 107 pomp wodnych w Afryce. Współpraca jest finansowana z zysków ze sprzedaży specjalnych butelek z logo UNICEF.
W 2018 roku grupa CCC SA jako pierwsza polska spółka została Globalnym Partnerem UNICEF. W ciągu trzech lat CCC będzie przekazywać środki pieniężne na rzecz pomocy dzieciom na świecie. Trójstronną umowę o współpracy podpisali w siedzibie organizacji w Genewie Dariusz Miłek, Prezes Zarządu CCC S.A., Gary Stahl, Dyrektor ds. Fundraisingu Indywidualnego i Partnerstw UNICEF i Marek Krupiński, Dyrektor Generalny UNICEF Polska. W ciągu trzech lat CCC przekaże 6,6 mln USD na rzecz pomocy dzieciom na świecie. Partnerstwo będzie komunikowane w salonach obuwniczych CCC w 21 krajach, w tym w Polsce, Czechach, Niemczech, Austrii, Szwajcarii i na Węgrzech.

### Partnerstwo z różnymi przedsiębiorstwami
Aby zebrać pieniądze na wsparcie swoich programów edukacyjnych i edukacyjnych, UNICEF współpracuje z przedsiębiorstwami na całym świecie – zarówno międzynarodowymi, jak i małymi i średnimi przedsiębiorstwami.
Od 2004 roku organizacja jest wspierana przez Montblanc, z którą współpracuje, aby pomóc dzieciom na całym świecie w lepszym dostępie do edukacji.
Merck & Co. współpracował z UNICEF w czerwcu 2013 r. w celu zmniejszenia umieralności okołoporodowej matek z powodu HIV i gruźlicy w Republice Południowej Afryki. Program „Merck for Mothers” przekaże ponad 500 mln USD na całym świecie na programy poprawiające zdrowie przyszłych matek i ich dzieci.

### Społeczna odpowiedzialność biznesu
UNICEF współpracuje bezpośrednio z przedsiębiorstwami w celu ulepszenia swoich praktyk biznesowych, dostosowania ich do zobowiązań wynikających z prawa międzynarodowego i zapewnienia, że respektują prawa dziecka w dziedzinie rynku, miejsca pracy i społeczności. W 2012 roku UNICEF współpracował z „Save the Children” i „The United Nations Global Compact” w celu opracowania ogólnoświatowych praw dziecka i zasad biznesowych. UNICEF współpracuje z przedsiębiorstwami starającymi się poprawić ich zrównoważony rozwój społeczny, prowadząc je przez proces należytej staranności, w ramach którego można zidentyfikować problemy w całym łańcuchu dostaw, takie jak praca dzieci, i wprowadzić działania mające na celu ich ratyfikację.

## Ambasadorowie Dobrej Woli UNICEF
Ambasadorzy UNICEF są liderami w branży rozrywkowej, reprezentującymi dziedziny filmu, telewizji, muzyki, sportu i nie tylko. Pomagają podnieść świadomość potrzeb dzieci i wykorzystać ich talent i sławę do gromadzenia funduszy, popierania i edukowania w imieniu UNICEF.

## Budynki UNICEF

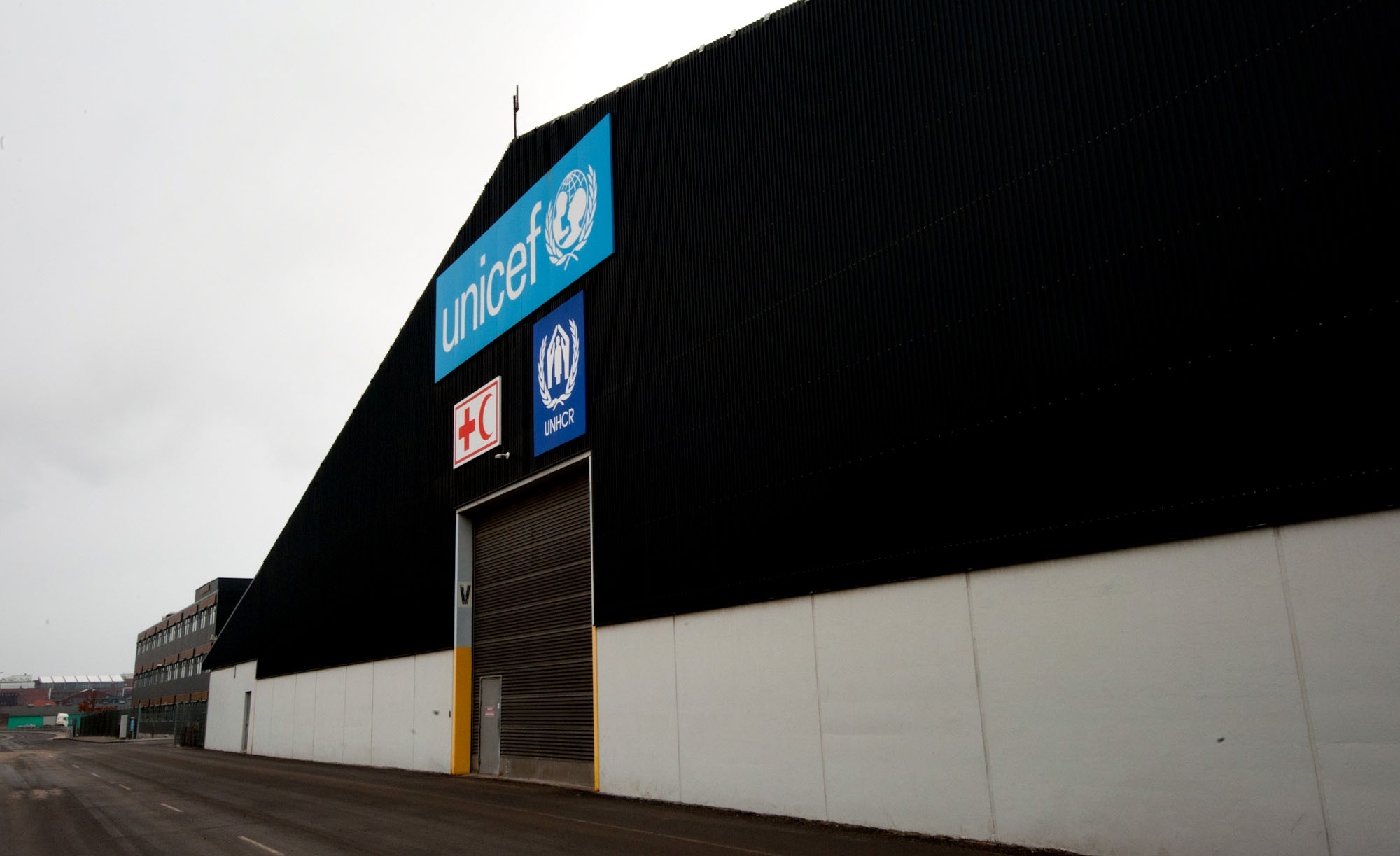
Jedna z bram starego Światowego Magazynu UNICEF

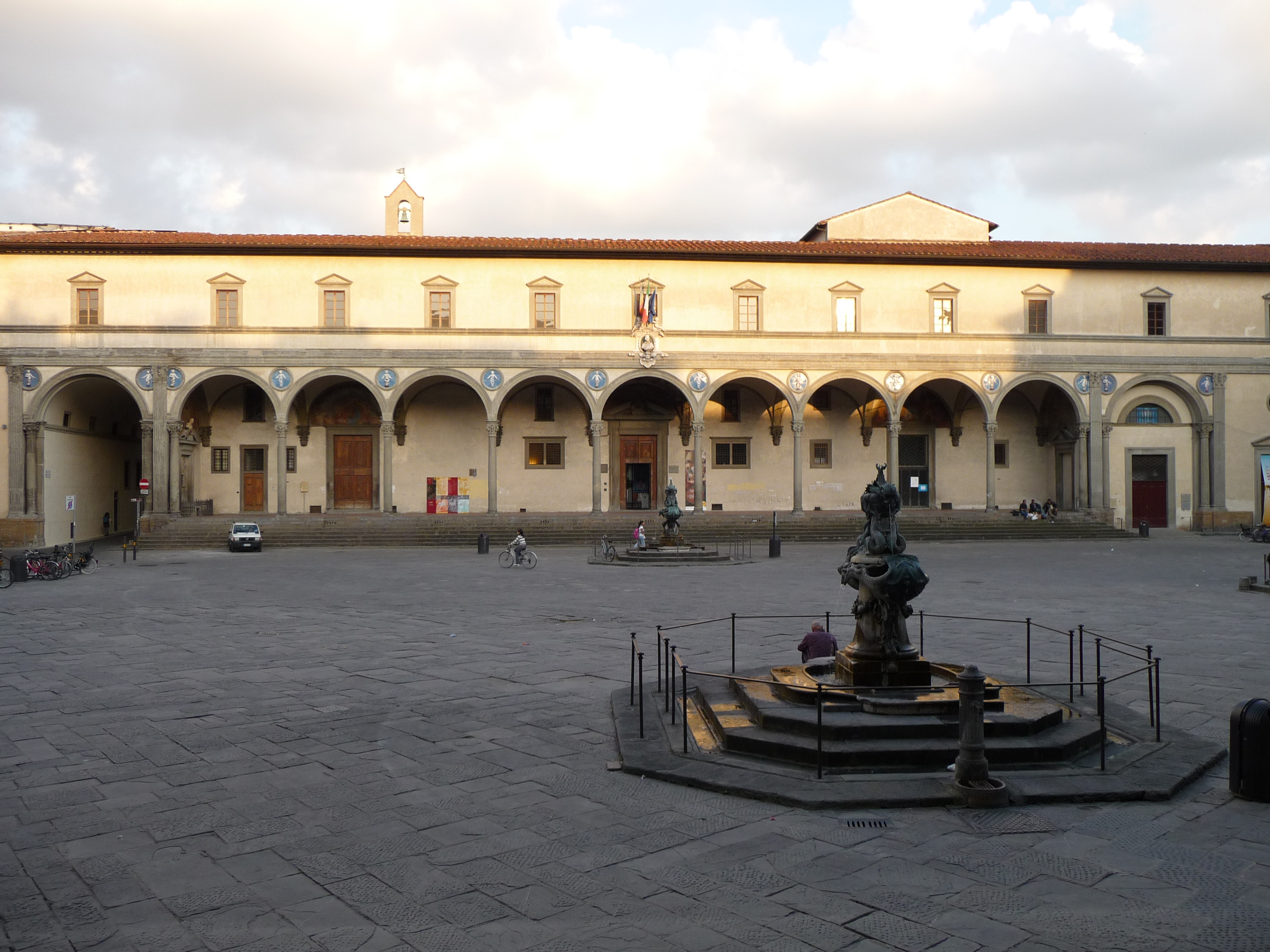
Centrum Badań UNICEF we Florencji

### Światowy Magazyn UNICEF
Stary światowy magazyn UNICEF jest dużym zakładem w Danii, w którym znajdują się towary dostarczane UNICEF z całego świata, a także sprzęt Wysokiego Komisarza Narodów Zjednoczonych ds. Uchodźców (UNHCR) i Międzynarodowej Federacji Stowarzyszeń Czerwonego Krzyża i Czerwonego Półksiężyca (IFRC). Do 2012 r. obiekt był magazynem o powierzchni 25 000 m² w Kopenhadze. Wraz z budową 45 000 m² „miasteczka ONZ”, które ma pomieścić wszystkie działania ONZ w Kopenhadze pod jednym dachem, usługa magazynu została przeniesiona do zewnętrznych części Kopenhagi. W miasteczku znajduje się Wydział Dostaw UNICEF, który zarządza strategicznymi węzłami transportowymi w Dubaju, Panamie i Szanghaju. Magazyn zawiera różne przedmioty, np. suplementy diety, tabletki do oczyszczania wody i witaminy oraz „Szkoła UNICEF w pudełku”.

### Szpital Niewiniątek
Centrum Badań Innocenti UNICEF we Florencji we Włoszech zostało założone w 1988 r. Głównym celem ośrodka, zwanego wcześniej Międzynarodowym Centrem Rozwoju Dziecka, jest poprawa międzynarodowego zrozumienia zagadnień związanych z prawami dziecka, promowanie polityki gospodarczej, która poprawi stan bycia dzieci, a także aby ułatwić pełne wdrożenie Konwencji Narodów Zjednoczonych o prawach dziecka w krajach uprzemysłowionych i rozwijających się.
Program na lata 2006–2008 został zatwierdzony przez Zarząd UNICEF we wrześniu 2005 r. Zezwala on na wolność akademicką ośrodka i centrum badań nad lukami w wiedzy, pojawiającymi się pytaniami i delikatnymi kwestiami, które są istotne dla ochrony praw dziecka. Celem ośrodka jest wzmocnienie instytucjonalnej współpracy centrum z regionalnymi instytucjami akademickimi i politycznymi, dążąc do następujących celów:
- Generowanie i przekazywanie strategicznej i wpływowej wiedzy na temat zagadnień dotyczących dzieci i ochrony ich praw;
- Wymiana wiedzy i pośrednictwo w konfliktach;
- Wsparcie na rzecz rozwoju UNICEF, polityki i rozwoju programów UNICEF;
- Zabezpieczenie i wzmocnienie bazy instytucjonalnej i finansowej UNICEF[27].